# Guillaume Gillet (Fußballspieler)
Guillaume Gillet (* 9. März 1984 in Lüttich) ist ein belgischer Fußballspieler im Mittelfeld.

## Karriere

### Verein
Gillet begann seine Profi-Karriere 2002 beim RFC Lüttich und spielte im Zuge mehrerer Vereinswechsel zeitweise auch in der zweiten belgischen Liga, der EXQI-League. Ab der Saison 2006/07 spielte er für KAA Gent in der ersten belgischen Liga. Im Januar 2008 erhielt der Mittelfeldspieler einen Vertrag beim RSC Anderlecht. Gleich in seinem ersten Jahr konnte Gillet mit dem RSC den Belgischen Pokal 2008 gewinnen. Zu seinen größten Erfolgen zählt der Gewinn der Meisterschaft mit dem RSC Anderlecht 2010, 2012 und 2013. Ab der Saison 2013/14 trat Gillet als Mannschaftskapitän von Anderlecht in Erscheinung; dabei löste er den bisherigen Kapitän Lucas Biglia ab, der dies Amt seit Anfang des Jahres 2012 innehatte. Im Sommer 2014 wechselte er auf Leihbasis für ein Jahr nach Frankreich zum Erstligisten SC Bastia, bei dem er am 9. August 2014, dem ersten Spieltag, beim 3:3-Remis gegen Olympique Marseille über die volle Spieldauer am Rasen stand. In Frankreich trug er die Rückennummer 27 und kam in allen 38 Ligaspielen zum Einsatz.
Nachdem sein Vertrag beim RC Lens im Sommer 2020 ausgelaufen war, wechselte Gillet zurück nach Belgien und unterschrieb bei Sporting Charleroi einen Vertrag für die Saison 2020/21. Gillet bestritt 32 von 34 möglichen Ligaspielen für Charleroi sowie je ein Pokal- und Qualifikationsspiel zur Europa League. Nach Saisonende wurde der Vertrag Mitte Juni 2021 für die Saison 2021/22 verlängert.

### Nationalmannschaft
Guillaume Gillet trat für Belgien bei der U-21-Europameisterschaft 2007 an und spielt von 2007 bis 2016 insgesamt 22 × für die belgische Nationalmannschaft und erzielte dabei ein Tor.

## Erfolge
- Belgischer Meister: 2010, 2012, 2013, 2014
- Belgischer Pokalsieger: 2008
- Belgischer Supercupsieger: 2010, 2012
- Spieler des Monats der Ligue 1: Februar 2016